# 헝돤산맥

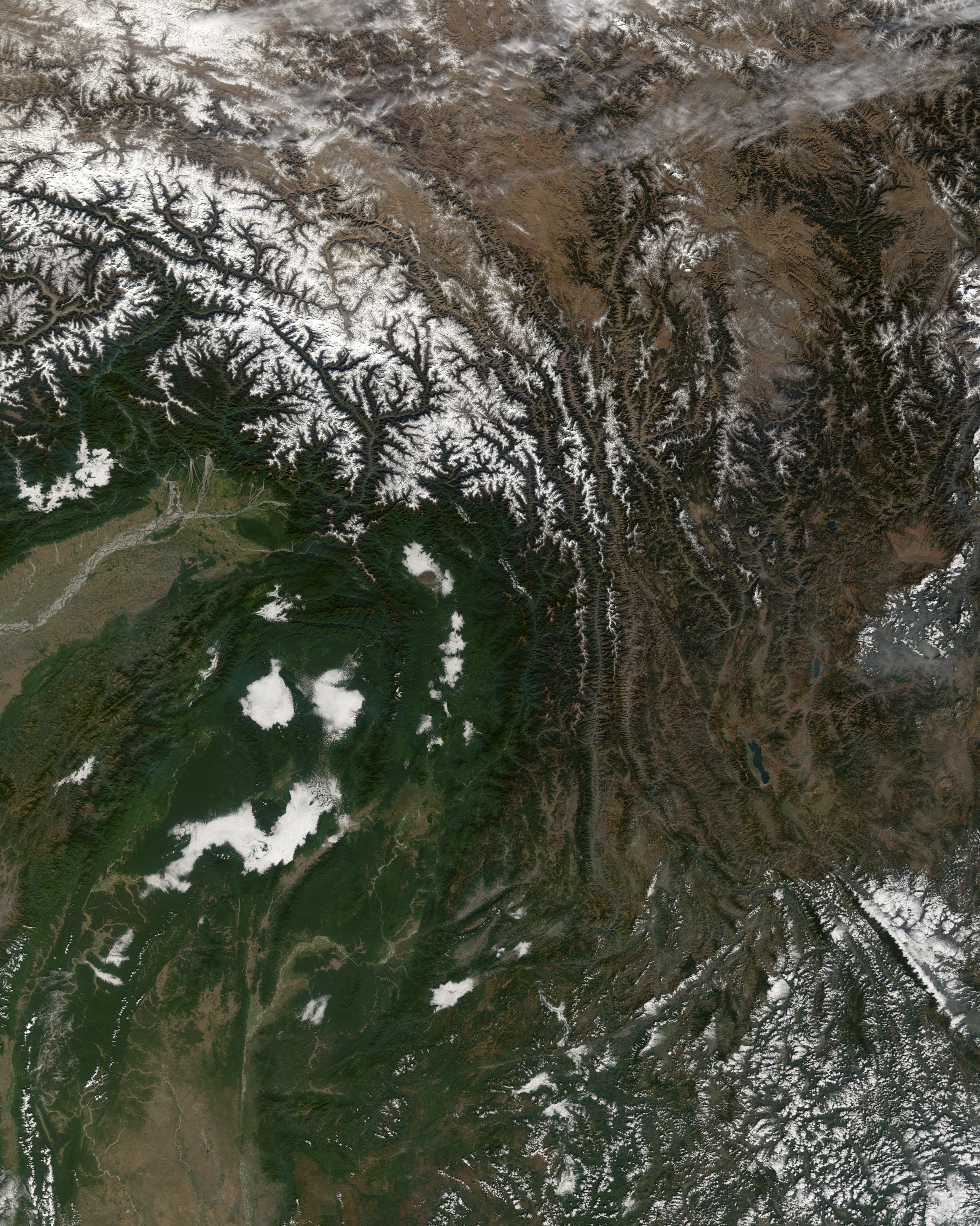
헝돤산맥 부근의 위성 사진

헝돤산맥(횡단산맥, 중국어: 横断山脉, 병음: héngduàn shānmài)은 중화인민공화국 남서부의 산맥이다. 티베트고원(칭짱고원)의 남동쪽에 위치하고 쓰촨성 서부, 윈난성 서부, 티베트 자치구 동부가 만나는 근처를 남북 방향으로 달리는 산맥의 총칭이다.
동쪽에는 충라이(邛崃)산맥이, 서쪽에는 보슈라(伯舒拉)산맥이 달리고 북쪽은 참도·가르체·바르캄을 연결하는 선에 이르고 남쪽은 중국과 미얀마의 국경 지대에 해당한다. 면적은 60만 km2이상이다. 중국에 있는 남북 방향의 산맥 가운데 가장 길고 가장 폭이 넓은 산맥이다.

## 명칭
이 지역은 습곡 산맥이 다수 평행하게 뻗어 있어 산이 높으며 골짜기는 깊다. 쓰촨 분지로부터 티베트를 향하여 동서 방향으로 달리는 길을 막듯이 산맥이나 협곡이 남북 방향으로 횡단하고 있는 데에서 "헝돤산맥(횡단산맥)"이라는 이름이 붙여졌다.

## 구성
헝돤산맥은 복수의 산맥으로 구성되며 그 사이에 여러 개의 큰 하천이 흐른다. 동쪽에서 서쪽에 있는 순서대로 나열하면 충라이산맥, 다두허, 다쉐산맥, 야룽강, 사루리산맥, 진사강(장강), 망캉산맥, 란창강(메콩강), 누산, 누강(땅륀강), 가오리궁산맥이 병행하고 있다. 이것으로부터 "4산 6강"으로도 불린다.

## 지질
헝돤산맥은 히말라야 조산운동의 시기에 유라시아판와 인도판이 충돌해 형성된 습곡 산맥이다. 다쉐산맥의 주봉우리 궁가산은 해발 7,556m에 이르러, 헝돤산맥에서도 최고봉을 이룬다. 진사강(장강 원류)·란창강(메콩강 원류)·노강(땅륀강 원류)의 양안은 험한 산이 우뚝 솟아 있어 전형적인 V자곡을 이루고 있다. 이 세 개의 대하천이 나란히 흐르는 지역은 싼장빙류로 불리는 유네스코 세계유산이다.
그러나 이 지역은 토석류·사태·절벽 붕괴 등의 토사재해가 많으며 지진도 빈번히 일어난다. 중국에서도 주요한 지진대이기도 하다.

## 자원
헝돤산맥은 중국에서도 중요한 비철금속의 산지이다. 진사강·란창강·누강 연안에는 100종류 이상의 금속이 매장되어 있다. 또 판즈화시 일대는 중국에서 가장 철광석의 매장량이 많은 지역이다.
헝돤산맥은 수자원면에서도 중국에게 중요하다. 진사강은 갈수시에 주류의 낙차가 3,000m에 달한다. 거대한 수량과 낙차 덕분에 댐에 의한 물의 저장이나 수력 발전 등도 행해지고 있다.
산맥은 아고산대 침엽수림으로 덮여 있어 독특하고 풍부한 생태계를 이루고 있다.